# Mad Bulls Barletta

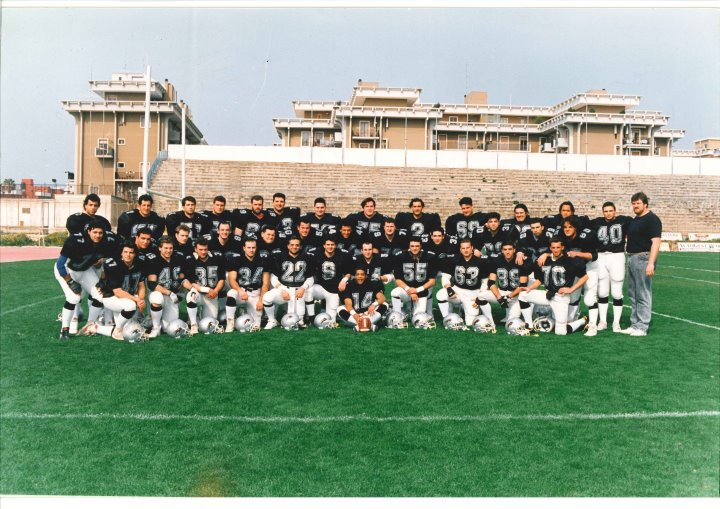
Una formazione dei Mad Bulls Trani 1992 - Campionato A2 FIAF

I Mad Bulls Barletta sono una squadra italiana di football americano che milita nel campionato nazionale di Football Americano organizzato dalla FIDAF. Il team è attualmente fermo dopo la scomparsa di una delle colonne portanti della società, Coach Gianluigi Allegretti, ed è in attesa di nuovi ingressi tra i soci.
I Mad Bulls Barletta nascono nel 2012 grazie a un gruppetto di ex giocatori dei Mad Bulls Trani, su iniziativa del Presidente Manuel Marzocca e del Vicepresidente Mino Russo. La squadra ha raccolto l'eredità della storica formazione tranese, puntando a rilanciare il football americano in Puglia e a formare nuove generazioni di atleti.
Nel corso degli anni, i Mad Bulls Barletta hanno visto tra le loro file nomi importanti del football locale, tra cui Roberto Papalino, Gianluigi Allegretti, Giovanni Binetti e l'Head Coach Ugo Calò. La squadra ha partecipato a numerosi campionati nazionali, guadagnandosi il rispetto e la considerazione nell'ambito della disciplina.
L'obiettivo della società resta quello di tornare in campo, onorando la memoria di coloro che hanno contribuito alla crescita del team e rilanciando il progetto sportivo con nuovi atleti e dirigenti.

## Storia
Nel 1990, il football americano in Puglia vide la nascita di una nuova realtà sportiva: i Mad Bulls Trani. Questa squadra nacque dalla fusione dei migliori giocatori dei Green Hawks Barletta, dei Trucks Bari e dei Delfini Taranto. La nascita della nuova squadra portò numerosi atleti delle società limitrofe ad unirsi al progetto. Tra i giocatori provenienti dai Trucks Bari spiccano Roberto Papalino, Massimo Pomes, Vito Franco, Mattia Pellecchia ed il centro Emilio Catalano. Dai Green Hawks Barletta il quarterback Jimmy Rosito, il fortissimo linebacker Gianni Binetti, la guardia Gianluigi Allegretti, Manuel Marzocca, Ugo Calò ed i Fratelli Dargenio. Molti di questi nomi hanno reso grande il team nel suo breve periodo di vita e alcuni li ritroveremo a partire dal 2012, anno della rifondazione della squadra. A guidare i Mad Bulls fu chiamato Jack Campbell, un coach proveniente dai Seattle Seahawks, affiancato dal californiano Spencer Banks. La nuova squadra non si limitò a raccogliere solo i giocatori dei Trucks Bari, accolse anche atleti da altre realtà pugliesi, creando un roster competitivo e ben amalgamato. 

### Il Campionato di serie Serie B 1991 FIAF
La stagione 1991 segnò l'ingresso dei Mad Bulls nel campionato di Serie B FIAF. Inseriti nel girone B, la squadra affrontò sfide difficili contro avversari esperti come i Cavalieri Roma, Seagulls Salerno, Oaks e Kings Napoli. La stagione iniziò con una sconfitta casalinga contro i Cavalieri, ma i Mad Bulls mostrarono subito il loro carattere vincendo di misura contro gli Oaks Napoli nella seconda giornata.
Il primo derby pugliese contro i Green Hawks Barletta fu un momento di grande tensione e spettacolo. I Mad Bulls dominarono il match vincendo 21-0, nonostante la prova di orgoglio dei Green Hawks. La squadra di Trani continuò a crescere, ottenendo vittorie prestigiose contro i Kings Napoli e i Seagulls Salerno, raggiungendo così la vetta della classifica.
La fase finale del campionato vide i Mad Bulls approdare ai playoff, dove superarono i Red Eagles Catanzaro con un netto 52-14.

### La Promozione in Serie A2 1992 FIAF
Nel 1992, i Mad Bulls Trani si presentarono al via del campionato di Serie A2 come matricola. Nonostante un inizio difficile, con una sconfitta contro i Seagulls Salerno, la squadra seppe reagire prontamente vincendo contro i Cardinals Palermo e gli Elephants Catania.
Dalla quinta giornata, i Mad Bulls intrapresero una cavalcata trionfale, sconfiggendo avversari come i Grifoni Perugia e consolidando il primo posto nel girone. Nei quarti di finale dei playoff, superarono i Redskins Verona con un combattuto 28-22, garantendosi l'accesso alla semifinale contro i New Giants Bolzano. La vittoria per 23-20 regalò ai Mad Bulls la tanto agognata promozione in Serie A1.

### Il Sogno Infranto del Silverbowl
La stagione si concluse con la partecipazione dei Mad Bulls al Silverbowl, la finale del campionato di Serie A2. Si gioco presso lo stadio del Plebiscito di Padova contro i Sants Padova, che si imposero con un netto 54-12. Nonostante la sconfitta, i Mad Bulls lasciarono il campo già promossi in A1 e a testa alta, consapevoli di aver scritto una pagina importante nella storia del football italiano.

### La Fine di un'Era
Il sogno dei Mad Bulls si infranse tragicamente con la scomparsa del loro presidente, figura chiave per il sostentamento economico della squadra. Senza il suo supporto, i Mad Bulls si sciolsero, segnando la fine di un movimento che aveva unito atleti e appassionati da tutta la Puglia.
Nonostante la breve durata della loro avventura, i Mad Bulls Trani rappresentano ancora oggi un esempio di passione, dedizione e capacità di superare le difficoltà. Una squadra che, in soli due anni, ha saputo raggiungere traguardi straordinari, lasciando un ricordo indelebile nel cuore di chi li ha sostenuti.

#### I caschi dei Mad Bulls
Nel corso della loro storia, i Mad Bulls hanno adottato diverse grafiche per i loro caschi da football americano, riflettendo l'identità della squadra nelle sue varie fasi.

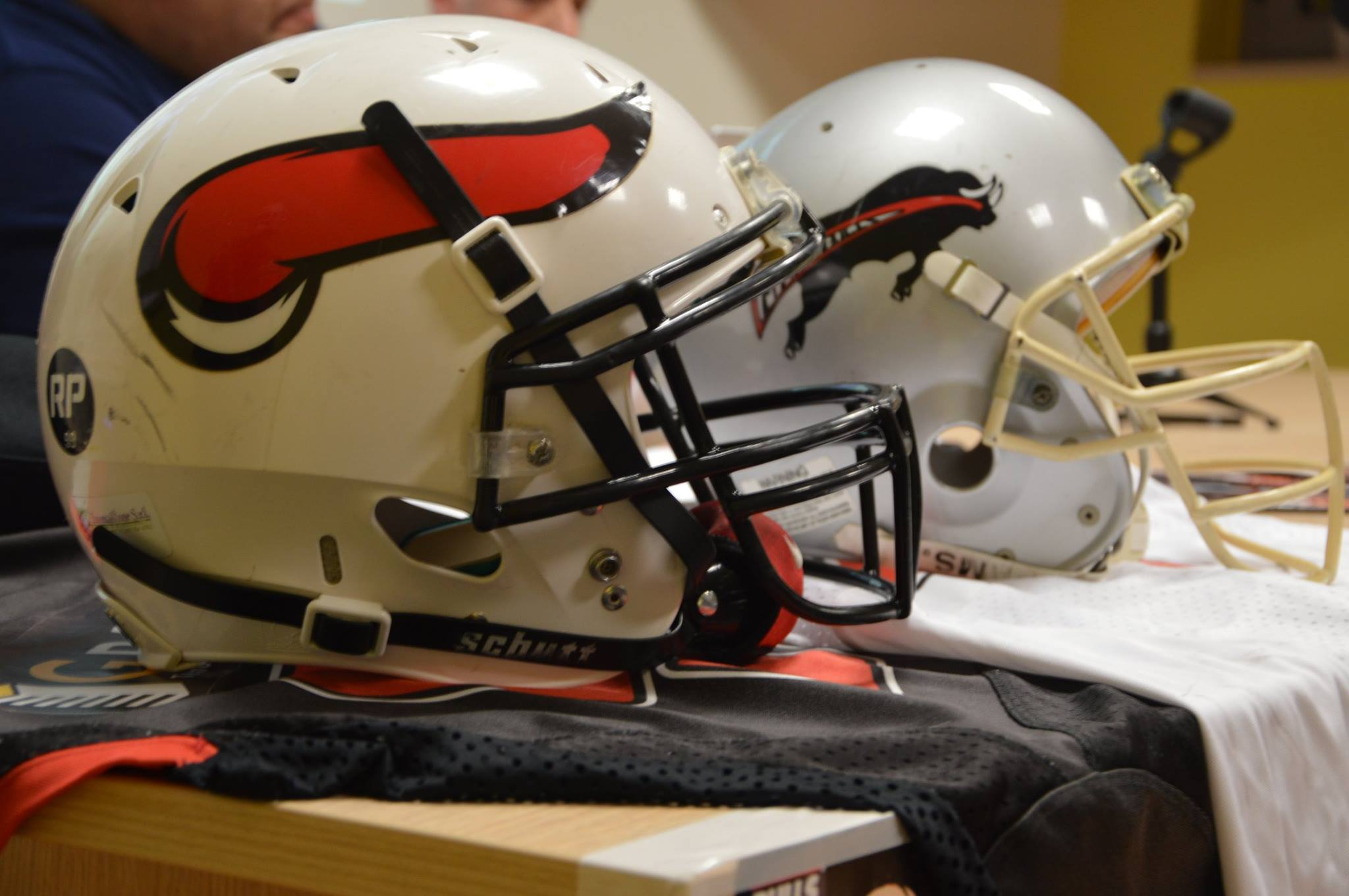
Caschi Mad Bulls Barletta e Mad Bulls Trani

Negli anni '90, i Mad Bulls Trani utilizzavano un casco di colore grigio argento, caratterizzato da un toro stilizzato in carica con una fascia rossa sul dorso. Questo design richiamava la potenza e l'aggressività del toro, simbolo della squadra.
Con la rifondazione della squadra nel 2012 e la nascita dei Mad Bulls Barletta, inizialmente venne adottato un casco bianco con il disegno della testa di un toro nero con dettagli rossi. Tuttavia, il Presidente Manuel Marzocca scelse successivamente di creare un’identità visiva più distintiva, sviluppando nuovi loghi e marchi registrati per la squadra.
Successivamente, il casco venne aggiornato con un nuovo design che presentava una base bianca, con un motivo di corna rosse stilizzate sui lati, creando un'immagine aggressiva e immediatamente riconoscibile.
Questi caschi sono diventati iconici all'interno della storia della squadra, rappresentando il legame tra passato e presente e l'evoluzione dell'identità visiva dei Mad Bulls.

#### Roberto Papalino e i Mad Bulls
Roberto Papalino è stato un personaggio fondamentale nella storia del football americano in Puglia, in particolare per i Mad Bulls. Giocatore carismatico e leader dentro e fuori dal campo, ha contribuito a creare una forte identità di squadra basata su fratellanza, sacrificio e spirito combattivo.
Durante la sua carriera, è stato tra i protagonisti della squadra nata nei primi anni '90 dall'unione dei Trucks Bari e dei Green Hawks Barletta, sotto la guida dell’allenatore americano Jack Campbell. Con lui, i Mad Bulls Trani hanno raggiunto importanti traguardi, tra cui il passaggio dalla Serie B alla A1 e la partecipazione al Silver Bowl, la finale del campionato italiano.
Con la chiusura della squadra per mancanza di sponsor, il football in Puglia subì un’interruzione fino al 2012, quando Manuel Marzocca rifondò i Mad Bulls Barletta, coinvolgendo ex giocatori come Papalino, che si impegnò come dirigente e allenatore per trasmettere ai nuovi giocatori i valori del football americano.

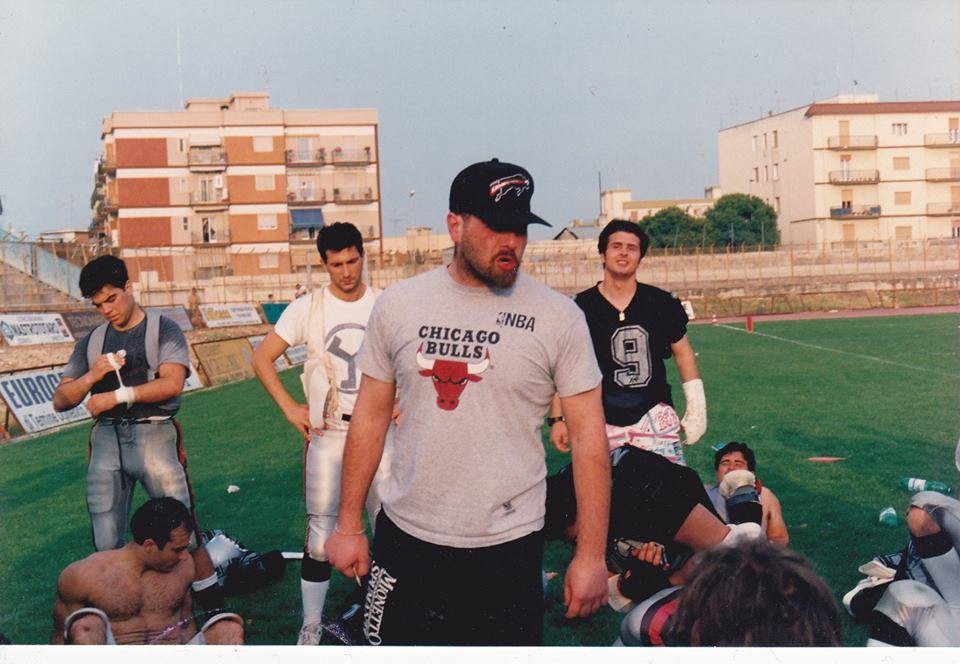
Un giovanissimo Barbarossa canta we la'lic dopo la vittoria contro i Giants Bolzano

#### La Tradizione di "We l'alic"
Uno degli aspetti più iconici legati a Papalino è il canto della vittoria "We l’alic", un inno goliardico in dialetto barese che la squadra intonava dopo ogni vittoria. Nato nei Mad Bulls Trani, questo canto è stato tramandato ai Mad Bulls Barletta, diventando un simbolo della squadra e rafforzando lo spirito di gruppo. Papalino ne è stato il custode fino alla sua scomparsa.

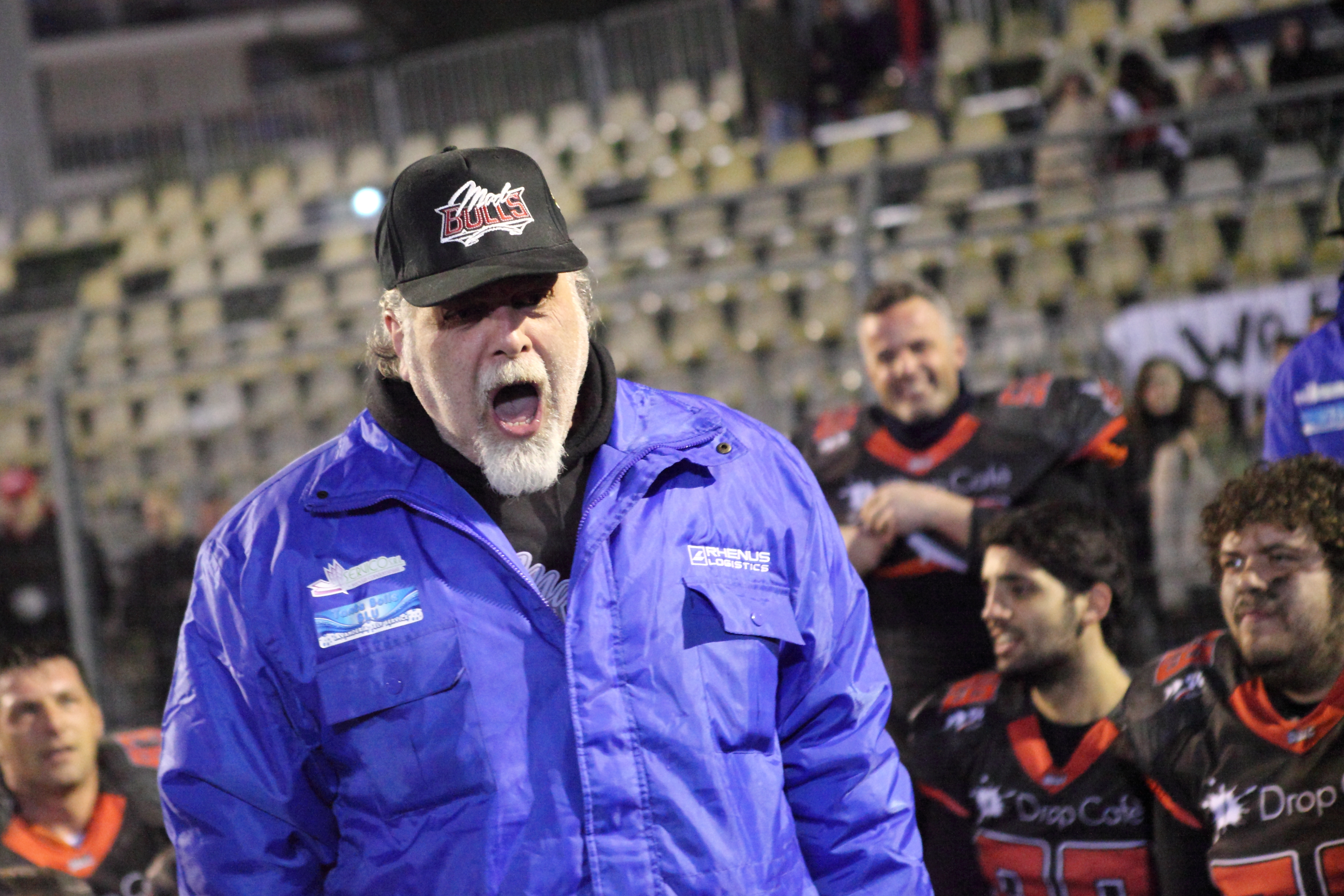
Coach Roberto Papalino mentre canta "We l'alic"

#### Il Manoscritto sul Football Americano
Oltre al suo contributo sportivo, Roberto Papalino ha scritto un manoscritto in cui racconta il significato profondo del football americano nella sua vita. Non lo vedeva solo come uno sport, ma come un vero e proprio stile di vita, insegnando sacrificio, lavoro di squadra, resilienza e integrità morale. 
Il suo obiettivo, come dirigente e allenatore, non era solo quello di vincere o divertirsi, ma anche formare uomini per il futuro, trasmettendo valori che andavano oltre il campo da gioco.

#### Eredità e Ricordo
La sua figura è rimasta centrale nella storia dei Mad Bulls. La sua passione per il football e il suo carisma hanno lasciato un segno indelebile nei compagni di squadra e nei nuovi giocatori. La tradizione del canto "We l’alic" e i principi che ha insegnato continuano a vivere nei Mad Bulls, mantenendo vivo il suo spirito.

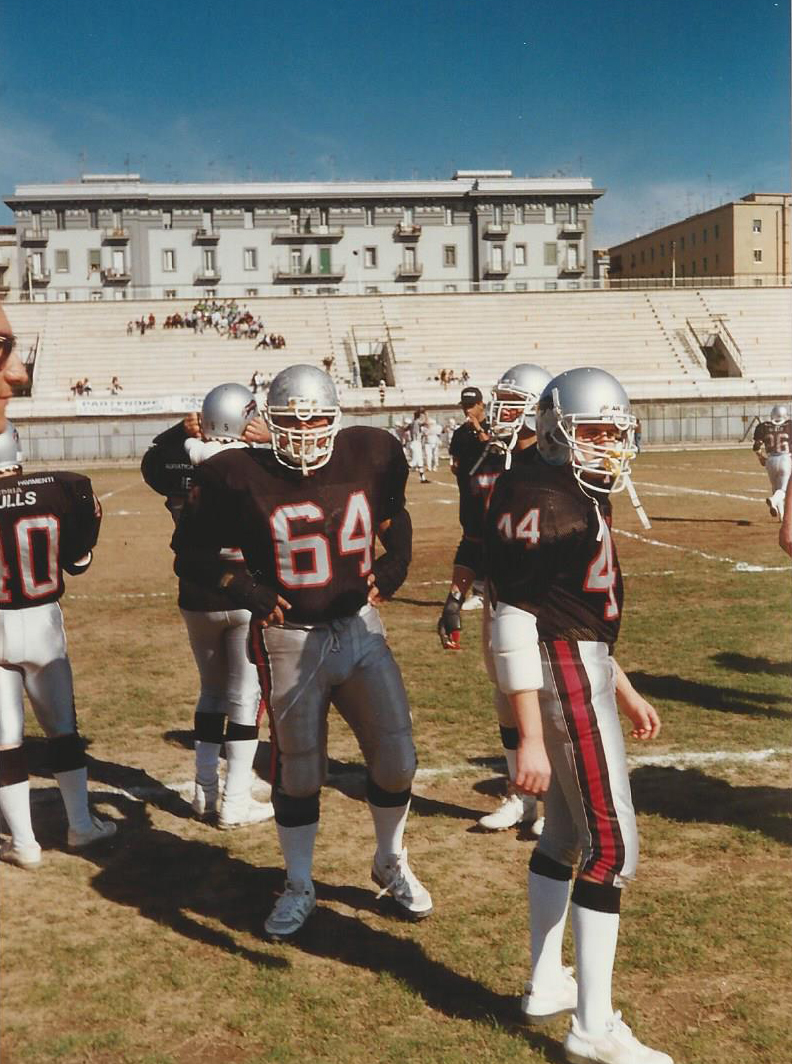
Gianluigi Allegretti con la maglia numero 64 dei Mad Bulls Trani 1991

#### Gianluigi Allegretti
Gianluigi Allegretti (nato a Trani nel 1965 – scomparso nel settembre 2022) è stato un giocatore e allenatore di football americano italiano, noto per il suo contributo alla crescita del movimento sportivo in Puglia.

#### Carriera da Giocatore
Gianluigi Allegretti è stato un giocatore di football americano negli anni '80. Iniziò la sua carriera sportiva nei Green Hawks Barletta e, con la nascita dei Mad Bulls Trani, scelse di giocare per la squadra della sua città, diventando uno dei punti di riferimento per il team. Durante la sua carriera da giocatore, ha contribuito al consolidamento delle squadre nelle varie divisioni del campionato italiano.

#### Carriera da Allenatore

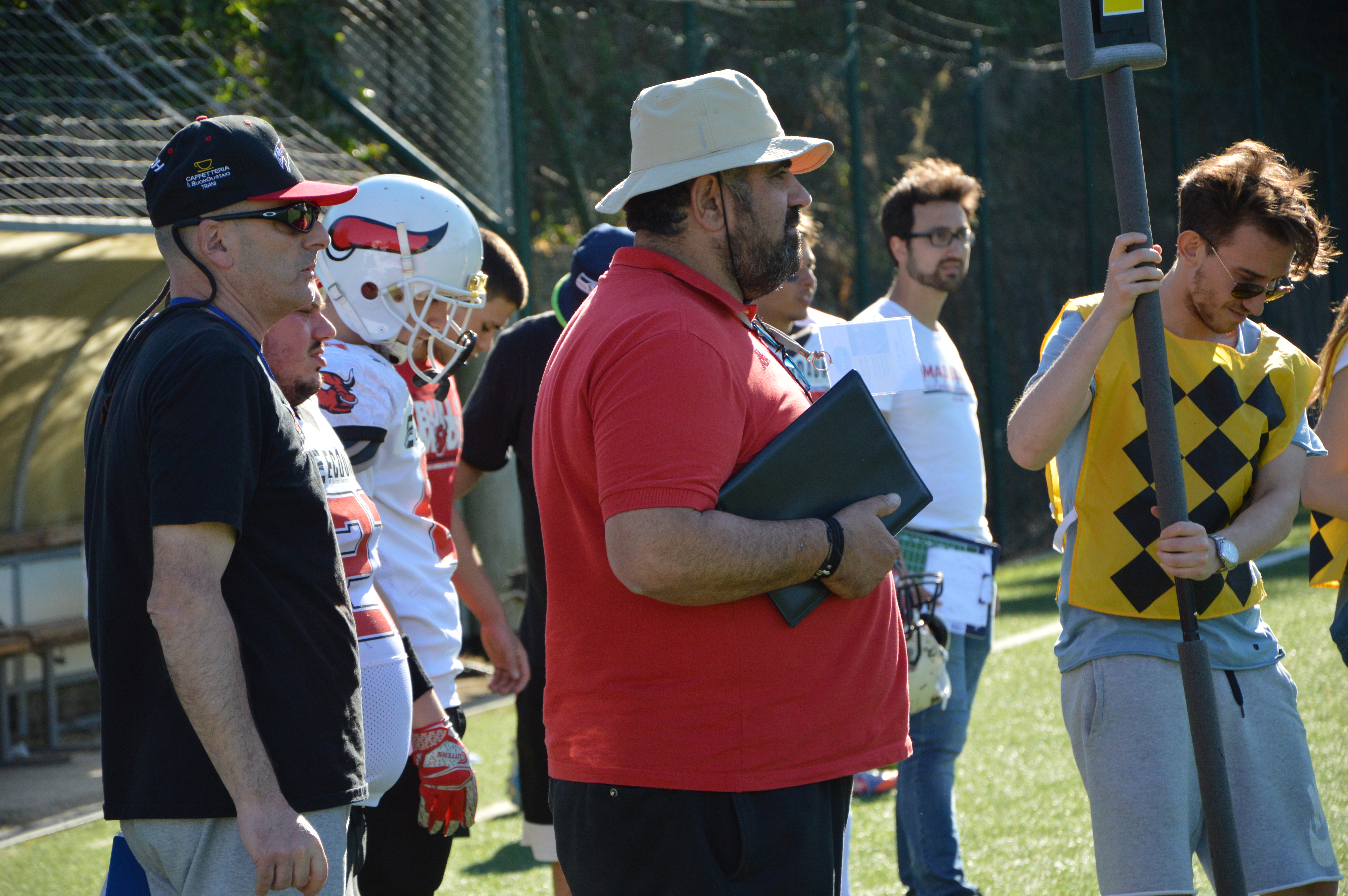
Coach Calò e Coach Allegretti in sideline

Nel 2012, dopo ben 20 anni, Allegretti ha partecipato alla rifondazione dei Mad Bulls Barletta, assumendo un ruolo di leadership all'interno della nuova formazione. Il Presidente Manuel Marzocca, dopo diversi tentativi di convincerlo a tornare sui campi di football americano, riuscì finalmente a farlo. Nei Mad Bulls Barletta, Allegretti ricoprì i ruoli di coach di terzo livello e General Manager, specializzandosi nel coaching delle linee offensive e difensive. La sua competenza e dedizione contribuirono a consolidare la squadra come una delle realtà più rispettate nei campionati nazionali  FIDAF. 

#### Eredità e Ricordo
Nel settembre 2022, Gianluigi Allegretti è scomparso dopo una lunga malattia. La sua morte ha suscitato profonda commozione nella comunità del football americano italiano, con numerosi tributi e messaggi di cordoglio da parte di squadre e associazioni sportive.

Il suo contributo allo sviluppo del football americano in Puglia e in Italia rimane indelebile, e la sua figura è ricordata con grande affetto e rispetto, sia come giocatore che come allenatore.

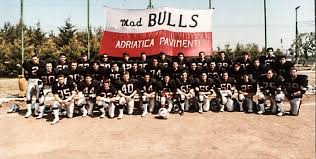
1990

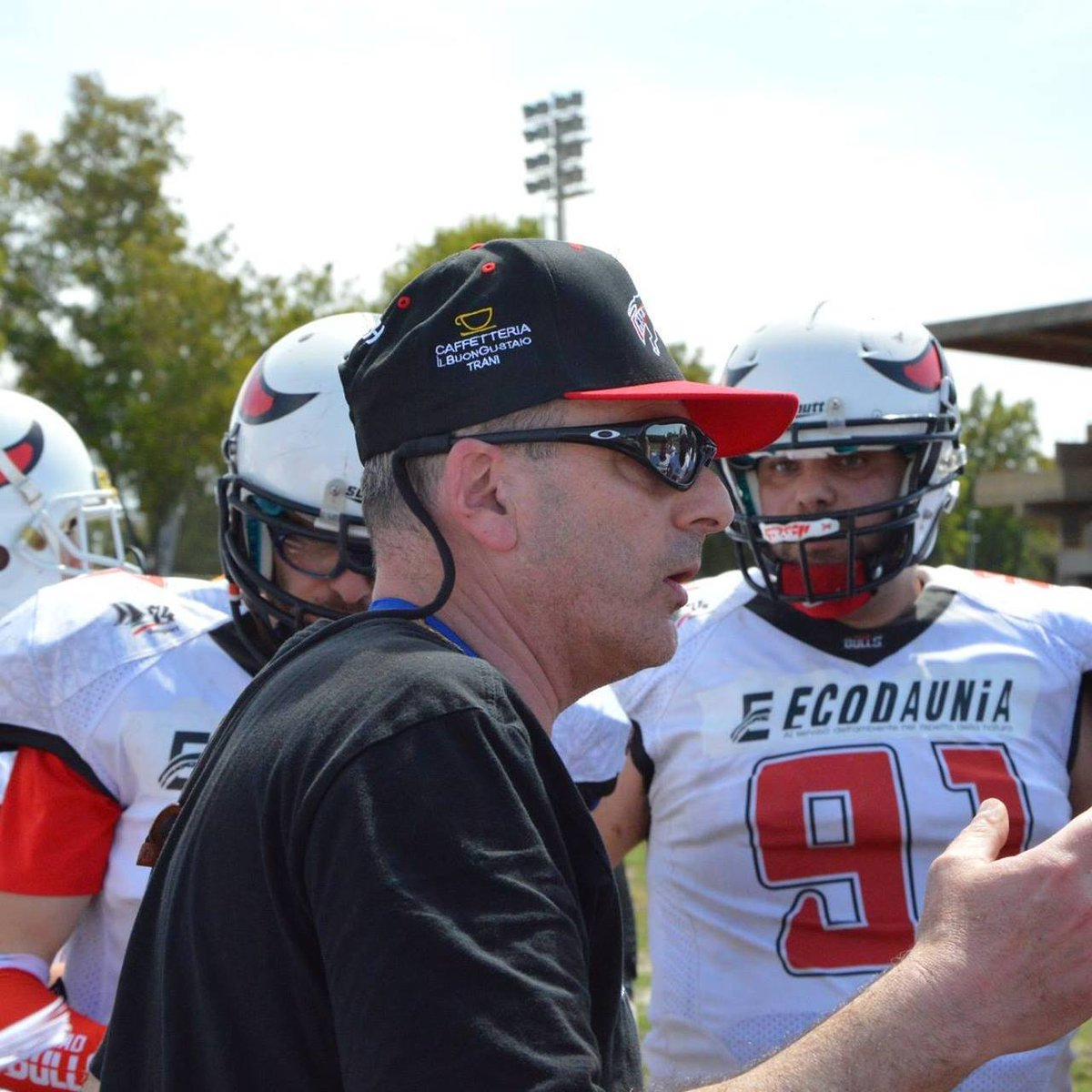
Coach Calò

## Allenatori
Il primo allenatore è stato l'Head coach Jack Campbell, già giocatore dei Seattle Seahawks e di football canadese, assistito dall' "Orso Ballerino" Spencer Banks.

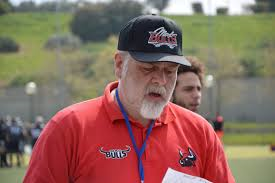
Coach Roberto Papalino "Il Barba"

COACHES 
- G. Allegretti
- U. Calò (Head Coach)
- D. Seccia
- F. FRUGONI

## Giocatori

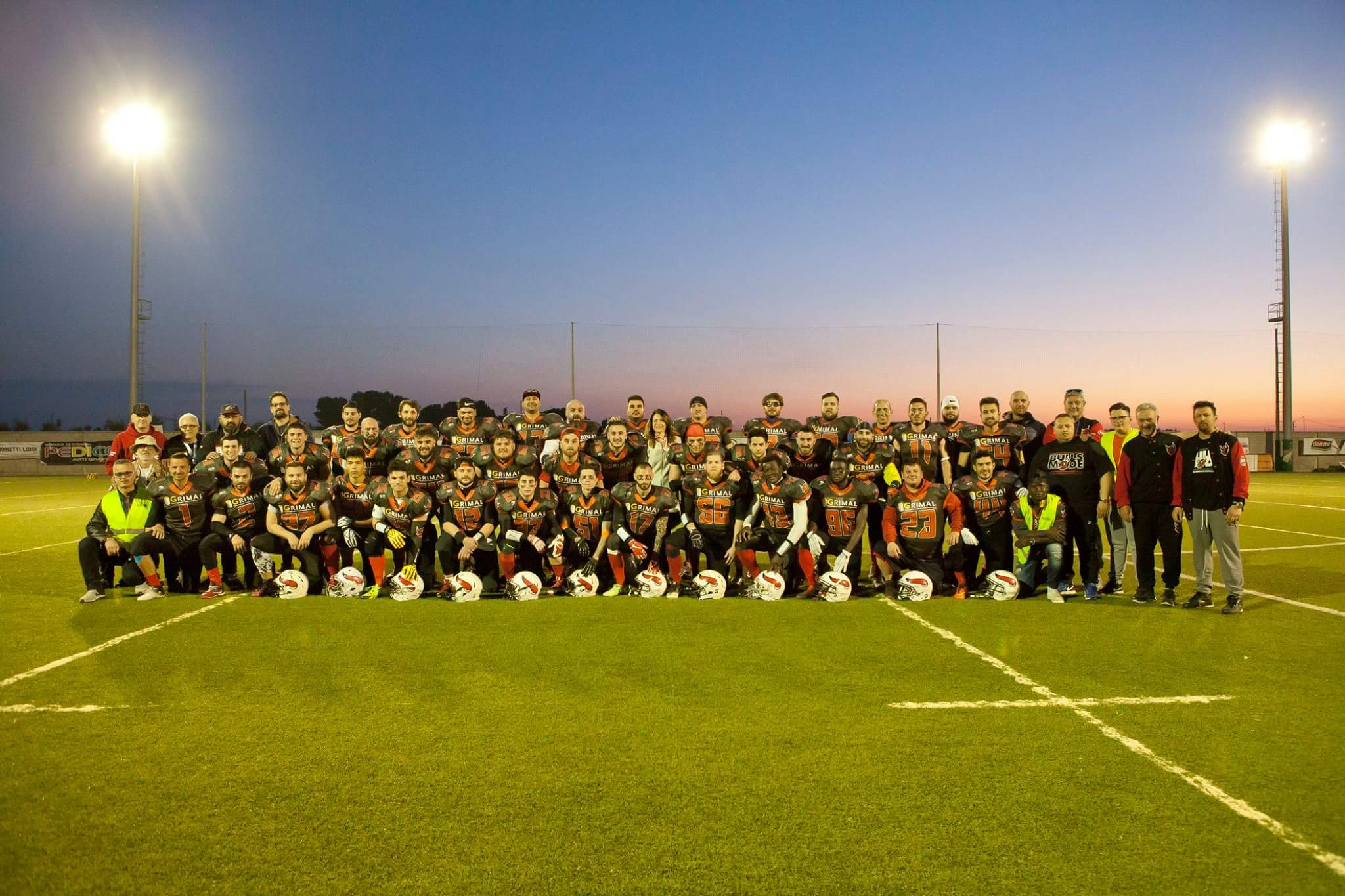
Team 2018

## Presidenti e dirigenti
- G. Binetti
- U. Calò
- E. Marzocca (Presidente)